# Hello! Project Kids
Hello! Project Kids是由日本女子偶像團體Hello! Project舉辦的Hello! Project Kids Audition中選拔出來的全部15人的總稱。2004年1月其中8人組成了Berryz工房，2005年6月剩餘7人組成了℃-ute。

## 簡介
Hello! Project Kids Audition是應募對象限定為小學生的Hello! Project選秀會，2002年6月30日在東京電視台的「Hello! Morning」節目中宣佈了合格者。最終剩下15人、她們被稱之為Hello! Project Kids（2004年舉辦了類似的選秀會Hello! Project EGG、這批合格者也就被稱之為Hello! Project EGG了）。合格當時15人全部是小學生，但伴隨著年齡的增長到2008年4月為止所有人都是中學生，2011年4月為止所有人都已是高中生。
2005年石村舞波從Berryz工房畢業，2006年1月有原栞菜加入℃-ute，同年10月村上愛退出℃-ute，2009年7月有原栞菜退出℃-ute，同年10月梅田繪理香從℃-ute畢業，目前Berryz工房和℃-ute各是7人和5人。

## 成員
- 梅田繪理香（うめだ えりか、1991年5月24日－、A型）ZYX（2003年－）℃-ute（2005年－2009年）所屬－2009年10月25日從℃-ute及Hello! Project畢業
- 清水佐紀（しみず さき、1991年11月22日 -、O型、東京都出生）ZYX（2003年－）Berryz工房（2004年－）所屬
- 矢島舞美（やじま まいみ、1992年2月7日－、O型）ZYX（2003年－）℃-ute（2005年－）所屬
- 嗣永桃子（つぐなが ももこ、1992年3月6日－、O型、千葉縣出生）ZYX（2003年－）Buono!（2007年－）所屬   Berryz工房（2004年－）所屬
- 徳永千奈美（とくなが ちなみ、1992年5月22日－、O型、神奈川縣出生）Berryz工房（2004年－）所屬
- 村上愛（むらかみ めぐみ、1992年6月6日－、A型）ZYX（2003年－2006年）℃-ute（2005年－2006年）所屬－2006年10月31日從℃-ute退出
- 須藤茉麻（すどう まあさ、1992年7月3日－、O型、東京都出生）Berryz工房（2004年－）所屬
- 夏燒雅（なつやき みやび、1992年8月25日－、O型、千葉縣出生）啊!（2003年－）Buono!（2007年－）所屬  Berryz工房（2004年－）所屬
- 石村舞波（いしむら まいは、1992年11月20日－、B型、東京都出生）Berryz工房（2004年－2005年）所屬－2005年10月2日從Berryz工房畢業
- 熊井友理奈（くまい ゆりな、1993年8月3日－、B型、神奈川縣出生）Berryz工房（2004年－）所屬
- 中島早貴（なかじま さき、1994年2月5日－、O型）℃-ute（2005年－）所屬
- 菅谷梨沙子（すがや りさこ、1994年4月4日－、A型、神奈川縣出生）Berryz工房（2004年－）所屬
- 鈴木愛理（すずき あいり、1994年4月12日－、B型、千葉縣出生）啊!（2003年－）Buono!（2007年－）所屬   ℃-ute（2005年－）所屬 當時8歲
- 岡井千聖（おかい ちさと、1994年6月21日－、A型）℃-ute（2005年－）所屬
- 萩原舞（はぎわら まい、1996年2月7日－、AB型）℃-ute（2005年－）所屬當時6歲

## 關聯項目
- Hello! Project